# غاري كيفر
غاري كيفر (بالإنجليزية: Gary Keefer)‏ هو طبال أمريكي، ولد في 7 أغسطس 1983.